# Paul Clays
Pour les articles homonymes, voir Paul et Clays.

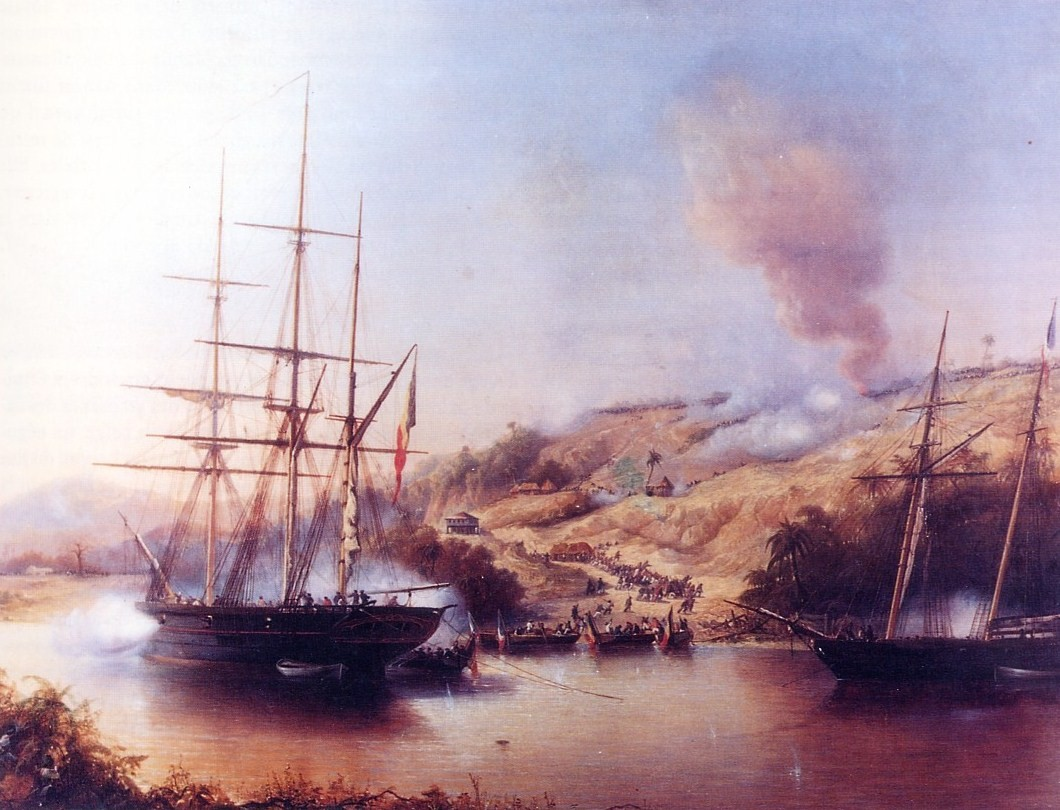
La prise de Debokké

Paul Jean Clays, né à Bruges le 20 novembre 1817 et décédé à Schaerbeek le 9 février 1900, est un peintre de marines belge. Il est le fils de Paul Jean Clays et de son épouse Anne Josephe Khnopff, originaires de Bruges et sa région, qui s'étaient mariés à Bruges en 1815, mais qui résidaient tous deux à Bruxelles en 1852.
Étant jeune, il était mousse à bord de petits bateaux. Il avait appris à connaître la mer et les estuaires. Son regard avait rapidement saisi les couleurs que prend l'eau au fur et à mesure que les heures passent. Il étudia à Paris chez Charles Suisse et chez Théodore Gudin. 
« Ses tableaux se distinguent tous par la fraîcheur de l'aspect, le charme de la tonalité, la douceur transparente et le calme de leur expression. Le bleu, le brun-rouge et le blanc jaunâtre sont les trois gammes qui dominent. C'est avec ces forces uniques que l'artiste combine une harmonie chatoyante à effet d'autant plus attrayant que les qualités d'une facture magnifique, lisse, souple et brillante contribuent largement à en rehausser l'éclat. » Tel est le témoignage d'admiration d'Edmond-Louis De Taye, professeur d'histoire de l'art à l'Académie des beaux-arts d'Anvers. 
Il épouse à Bruxelles en 1852 Marie Isaure Quetelet, née à Bruxelles en 1826, la fille du savant Adolphe Quetelet. Le peintre Jean-Baptiste Madou sera l'un des témoins de ce mariage. 
De ce mariage naîtront trois filles et un fils mais celui-ci mourut en bas âge. 
Notons aussi qu'un frère de la mère de Paul Jean Clays, Jean Khnopff, était le grand-père de l'artiste symboliste Fernand Khnopff (1858-1921). 
Paul Clays est l'un des membres fondateurs de la Société libre des beaux-arts de Bruxelles qui existe de 1868 à 1876. Il fut membre de l'académie royale de Belgique.
Une vente publique du contenu de son atelier eut lieu après sa mort.

## Honneur
La commune de Schaerbeek a dénommé une de ses artères Avenue Clays, et la ville de Bruges (à Zeebruges) a également nommé une de ses voies la "Paul Jean Claysstraat".

## Distinctions
- Commandeur de l'ordre de Léopold (22 novembre 1884[4] et Officer le 9 novembre 1869[5]).